# Jan Kulík
Johannes Kulík (Jan Kuljk) (* 14. Jänner 1800 in Domašín bei Benešov; † 5. Mai 1872 in Prag) war tschechischer Geigenbauer. Er war Sohn eines Müllermeisters und der einzige Schüler von Karel Šembera. Er arbeitete ab 1820 bei Martin Stoss in Wien und machte sich 1824 in Prag selbständig.
Anfangs benutzte er die Modelle verschiedener italienischer Meister, 1850 erwarb er eine Violine von Andreas Guarneri, die er dann fast ausschließlich kopierte.
Seine Instrumente sind tadellos gearbeitet, die Schnecke schön geschnitten, der Spirituslack meist goldbraun oder rot.
Die Celli baute er nach einem vom Ingenieur Leopold Savoi berechneten neuen Modell, das durch kleines Patron und sehr hohe Zargen auffällt.
Er verwendete verschiedene Geigenzettel, in seinen letzten Jahren auch solche in böhmischer Sprache, zum Beispiel:
| Genau nach Antonius Stradivarius gemacht von Johann Kulik Prag 1852                              |
| Joannes Kulik fecit Pragae 1839, inventione constructioneque Leop. Savoi                         |
| Genau nach Andreas Guarnerius Alumnus Nicolai Amati, gemacht von Johann Kulik in Prag 1853 No 22 |

| Personendaten    | Personendaten             |
| ---------------- | ------------------------- |
| NAME             | Kulík, Jan                |
| ALTERNATIVNAMEN  | Kulik, Johannes           |
| KURZBESCHREIBUNG | tschechischer Geigenbauer |
| GEBURTSDATUM     | 14. Januar 1800           |
| GEBURTSORT       | Domašín bei Benešov       |
| STERBEDATUM      | 5. Mai 1872               |
| STERBEORT        | Prag                      |